# 旧サッスーンハウス

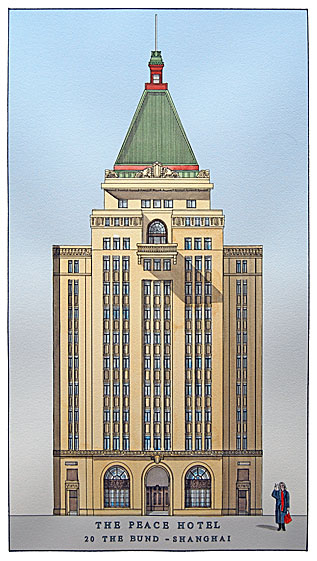
サッスーンハウスの正面図

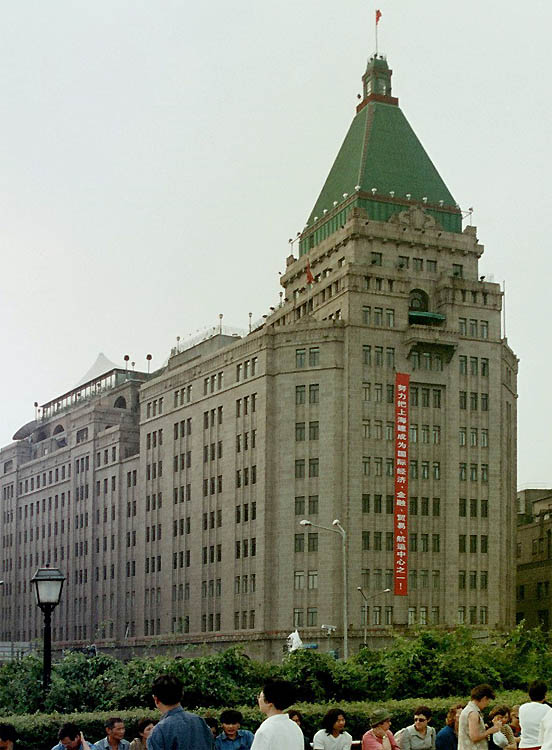
2002年ごろのサッスーンハウス

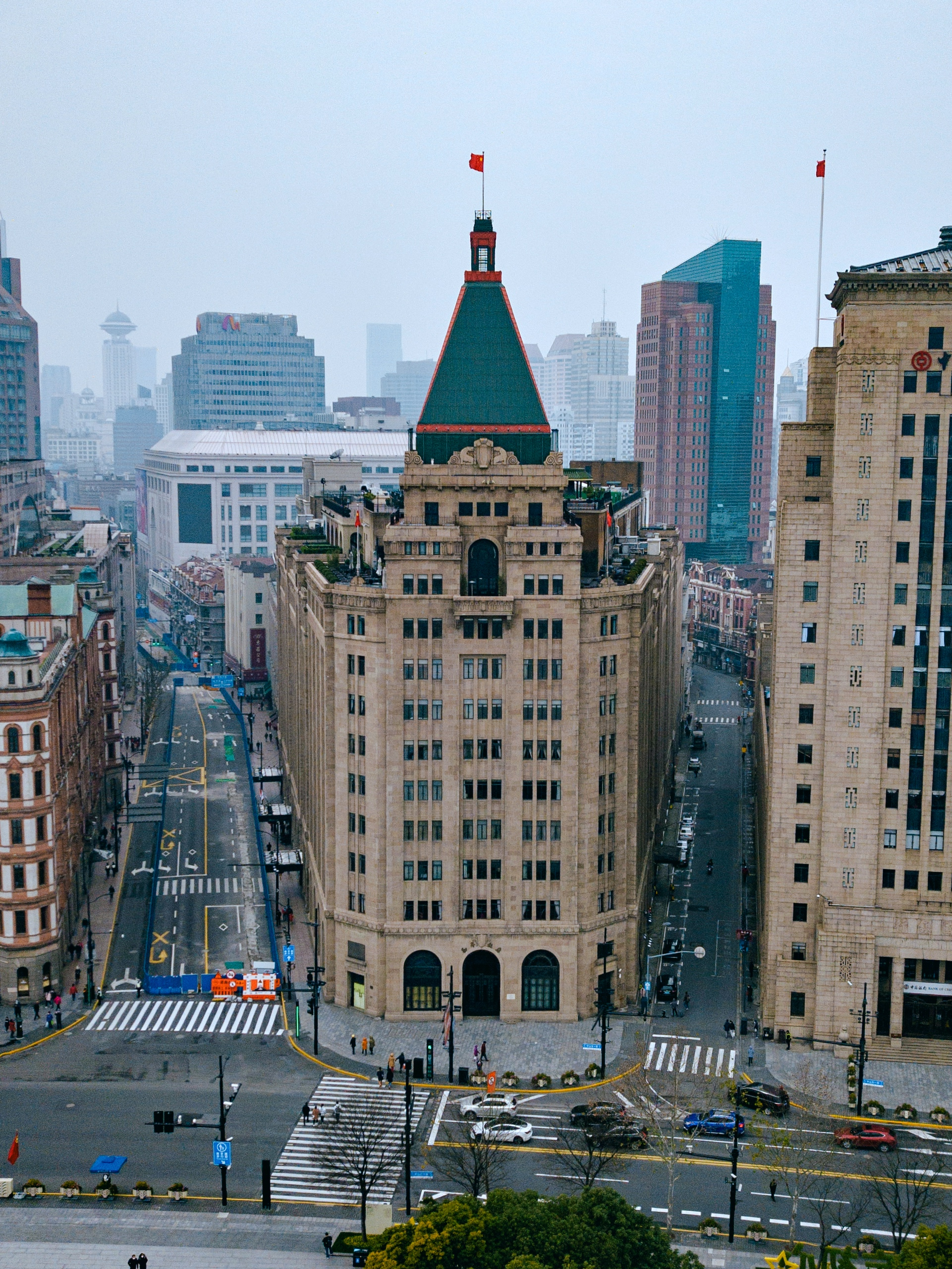
サッスーンハウス

旧サッスーンハウス（英語: Sassoon House、中国語: 沙遜大廈）、旧名はキャセイ・ホテル（英語: Cathay Hotel、中国語: 華懋飯店）。旧地番では外灘20号であり、この名で呼ばれることもある。このビルはサー・ヴィクター・サスーンによって建てられた。現在はフェアモント和平飯店の北楼として使用されている。

## 前歴
サスーン家は20世紀初期に上海の経済と不動産業を支配したことで知られている。彼らはイラク・バグダッド出自の英国のセファルディムであり、一族は香港、上海、カルカッタで大規模な経営を行った。上海に進出したのは1845年、エライアス（英語）の代で、以降、アヘンの取引で莫大な利益を上げ、ジャーディン・マセソン商会と激しく争った。
サスーン・ハウスは、エライアスの孫・ヴィクター・サスーンによって建設された。ヴィクターは、サスーン家の上海でのビジネスの中心を貿易から不動産に転換し、上海のランドマークとなる高層建築を数多く建設したことで知られ、上海の土地の5%を所有すると言われる不動産王であるとともに、社交界でも上海を代表する人物であった。この建物はパーマー＆ターナー建築有限会社によってデザインされた、アール・デコ様式の美しい鉄筋コンクリート建築として知られている。

## 建築様式
建築面積は4617m2、総床面積は3,6317m2に及んだ。工事は1926年に始まり、1929年5月9日に完成した。このビルは高さ77mの10階建てであり、部分的に12階建てで、地下階も持っていた。外部のデザインから室内の装飾まで、アール・デコ様式で一貫している。このビルは外部には広範囲に直線が使われているのが特徴であり、装飾的なパターンが破風や庇に見られる。ビルの多くは御影石で覆われており、九階と屋根の表面はテラコッタで覆われている。黄浦江に向いている東面は10mほどの高さの急な斜面のピラミッド型の屋根がついている。このピラミッドは銅板葺なので、緑青色になっている。この建物は上から見るとAのような形をしている。

## 建築後
1949年以前一階のバンドに面した部分は二つの銀行に貸し出されていた。この場所は後の1980年代にシティバンク上海支店になった。一階の残った部分はショッピング街に変わった。二つの主棟が中央で交差し、その部分は八角形のホールになっている。1階から3階はオフィスとして貸し出された。サスーンの本社と子会社は4階に居を構えていた。5階から7階にかけてはサスーン家の経営するキャセイ・ホテルが入店しており、エキゾチックで国際的な内装で飾り付けられていた。8階はバー、ビリヤード室、中華料理店が入店していた。9階にはナイトクラブと小さな喫茶店が入店していた。10階のペントハウスアパートメントはサスーンの住居になっていた。さらにピラミッド型の屋根の部分は大食堂である。キャセイ・ホテルは上海で最も名門のホテルとされ、シンガポールのラッフルズホテルや香港のペニンシュラホテルと比肩するほどであった。上海を訪れる大使の多くがこのホテルに滞在した。各国から集まる宿泊客のため、イギリス風、フランス風、ドイツ風、イタリア風、スペイン風、インド風、日本風、中国風の客室が用意されたという。
1949年の中国共産党による上海占領の後、このビルは接収され、幾つかのオフィスは地方金融委員会によって使われた。1952年に、ビルは上海市政府に完全に接収されることとなった。その後、1956年に和平飯店に売却されてその元でホテルとしての営業を再開した。1965年には旧パレス・ホテルビルも購入し、パレス・ホテルビルを和平飯店南楼、サスーン・ハウスを和平飯店北楼とも呼ぶようになった。1992年に和平飯店は世界ホテル協会によって最も有名なホテルの一つに記録された。今日、特にジャズバンドと、屋上テラスのレストランが有名である。屋上からは黄浦江を挟んで現在活気にあふれている浦東新区を見ることができる